# Autacoide
In fisiologia, per autacoide od "ormone ad azione localizzata" si intendeva originalmente un termine sostitutivo della parola ormone, usata dai fisiologi britannici.
Autacoide è una sostanza organica che, prodotta da cellule di una parte dell'organismo, passa in circolo per andare a modificare l'attività di cellule di un'altra parte. 
Attualmente tale termine viene usato per indicare sostanze e composti vasoattivi a diversa struttura chimica elaborate dall'organismo, non classificabili come ormoni, ma dotate di azione farmacologica, come istamina, serotonina, chinine e fattori endoteliali oltre a prostaglandine, leucotrieni e i vari composti collegati ad essi, ma sempre derivati dall'acido arachidonico. Gli autacoidi hanno la peculiarità di avere una formazione, un'azione e una “morte” molto rapide (nella maggior parte dei casi vengono distrutti dagli enzimi). 

## Etimologia
La parola autacoide deriva dal greco "autos" (se stesso) e "acos" (droga).